# Аугусто Сікаре
Аугу́сто Ульдері́ко Сікаре́ (ісп. Augusto Ulderico Cicaré; 25 травня 1937 — 26 січня 2022) — аргентинський винахідник, інженер та авіаконструктор, засновник і перший президент компанії Cicaré Helicópteros S.A.

## Біографія
Сікаре створив свій перший гелікоптер Cicaré CH-1 в 1958. CH-1 був першим гелікоптером, розробленим у Південній Америці. В 1972 був представлений третій літальний апарат — Cicaré CH. Наприкінці 1960-х винахідник розробив 4-тактний V-подібний двигун для автомобілів DKW, протестований аргентинським гонщиком Хуаном Мануелем Фанхіо. Також було розроблено спортивну версію, але банкрутство DKW призвело до закриття проекту. Сікаре розробив прототипи гелікоптерів італійської фірми «Heli-Sport» CH-7 Angel і 2-місний CH-7 Kompress, спільно з Деннісом Феттерсом Mini-500, Voyager-500. У 2010 році були представлені надлегкі вертольоти Cicaré CH-7B та Cicaré CH-12 та вертолітний симулятор Cicaré SVH-3, який був оголошений національним винаходом року Аргентини у 1998 році.
Винахідник помер 26 січня 2022 року у віці 84 років.

## Нагороди
У 1987 Аугусто Сікаре був нагороджений вищою премією аргентинських винахідників — Призом Хуана Мануеля Фанхіо. В 1970 був оголошений одним з десяти найвидатніших молодих людей Аргентини. 1993 року йому присвоєно звання почесного громадянина Саладільйо, а 1999 року — провінції Буенос-Айрес. У 1999 році дорогу в Саладільйо назвали на честь Аугусто Сікаре. Головна вулиця його рідного містечка Польваредас також носить його ім'я.